# بيرت فان هورن
بيرت فـان هورن (بالإنجليزية: Burt Van Horn)‏ هو سياسي أمريكي، ولد في 28 أكتوبر 1823، وتوفي في 1 أبريل 1896. حزبياً، نشط في الحزب الجمهوري. وقد انتخب عضو جمعية ولاية نيويورك وانتخب عضو مجلس النواب الأمريكي.